# Kwaaihoek

Getekend voorbeeld van een padrão

Kwaaihoek is een rotsachtig schiereiland, eigenlijk niet meer dan een uitsteeksel van de kust, halfweg de dorpen Boesmansriviermond en Boknes aan de zuidkust van de provincie Oost-Kaap van Zuid-Afrika. De naam verwijst naar de sterke winden uit de oceaan die erlangs waaien.
Op 12 maart 1488 heeft de Portugese zeevaarder Bartolomeus Dias tijdens zijn terugreis naar Portugal hier een kalkstenen kruis (Portugees: padrão) opgericht zodat Kwaaihoek als het oudste monument in Zuid-Afrika wordt beschouwd.
Met de oprichting van het kruis proclameerden de Portugezen dat zij de eersten waren die hier nieuwe wateren binnenvoeren. Het gebruik van een kruis, uit Portugese kalksteen gebeiteld en in Lissabon gegraveerd, is door koning Johan II van Portugal ingesteld.
Precies 500 jaar nadat het eerste kruis op Zuidafrikaanse bodem in Kwaaihoek was geplaatst, is op 12 maart 1988 weer een zwaar kruis naar de plek van het oorspronkelijke monument gebracht. Deze replika is op initiatief van Joaquim Seiro de Brito, vice-president van de Portugese Ontdekkersraad, vervaardigd en ter gelegenheid van het vijfhonderdjarig feest ter herdenking van de landing van Dias, met een replika-karveel naar Zuid-Afrika verscheept.
Fragmenten van het oorspronkelijke kruis zijn in 1938 door een jonge geschiedenisvorser, Eric Axelson, ontdekt. Axelson werd later professor aan de Universiteit van Kaapstad en een internationaal gezaghebbende over de reizen van Portugese zeevaarders om de Kaap.
Axelson leerde Portugees en deed twee jaar onderzoek in Lissabon, Londen, Parijs en Vaticaanstad om materiaal te verzamelen. Een aantal waardevolle geschriften was overigens bij een aardbeving die Lissabon in 1755 trof, verloren gegaan. Axelson bestudeerde oude land- en zeekaarten en manuscripten, waaronder zeil-instructies. Een gedetailleerde beschrijving van de Zuidafrikaanse kust uit de vroege 16e eeuw gaf de ligging van de padrão aan.  Het Portugese document verwees naar iets dat leek op een eiland, maar dit was in werkelijkheid met zand en duinen met het vasteland verbonden. Een kaart uit 1938 toonde de positie van "False Island of Kwaai Hoek".
Na zijn terugkeer naar Zuid-Afrika heeft Axelson samen met zijn broer Charles het gebied stelselmatig uitgekamd en fragmenten van een kristalachtige stof gevonden wat leek op marmer en plaatselijk onbekend was. Een deel van de zuil, overdekt met oesters, mosselen en zeewier, is aan de voet van een helling ontdekt. De Universiteit van Witwatersrand in Johannesburg verzocht Axelson om een wetenschappelijke opgraving bij Kwaaihoek te doen, en samen met plaatselijke inwoners heeft Axelson bijna 5000 brokstukken van het Portugese kruis opgespoord. Het herbouwde kruis is in bezit van de universiteit.